# Ejner Hovgaard Christiansen
Ejner Hovgaard Christiansen (ur. 28 maja 1932 w Aarhus, zm. 20 lipca 2007) – duński polityk i działacz partyjny, poseł do Parlamentu Europejskiego II i III kadencji.

## Życiorys
Po ukończeniu szkoły średniej kształcił się w zawodzie elektryka. Zaangażował się w działalność polityczną w ramach Socialdemokraterne. Pracował jako instruktor w socjaldemokratycznej młodzieżówce Danmarks Socialdemokratiske Ungdom (DSU), a także jako doradca w AOF Danmark, stowarzyszeniu edukacyjnym. Pełnił funkcję sekretarza DSU (1958–1961) i przewodniczącego tej organizacji (1961–1967). Od 1962 wchodził w skład biura Międzynarodowej Unii Młodych Socjalistów. Od 1958 był członkiem krajowego komitetu wykonawczego Socialdemokraterne, od 1967 pracował w partyjnej strukturze jako sekretarz (do 1971) i sekretarz generalny (do 1984). W latach 1970–1974 był radnym Rødovre. Pełnił również różne funkcje w Międzynarodówce Socjalistycznej.
W latach 1984–1994 sprawował mandat posła do Parlamentu Europejskiego dwóch kadencji. W 1992 opuścił partię socjaldemokratyczną po konflikcie związanym z finansami i zatrudnieniem żony jako asystenta. Do końca kadencji pozostał deputowanym niezrzeszonym.